# 아코 아레나
아코 아레나(영어: ARCO Arena)는 미국 캘리포니아주 새크라멘토에 위치한 실내 경기장이다. 과거 NBA 새크라멘토 킹스와 WNBA 새크라멘토 모나크스의 홈경기장으로 사용했다.
2021년 6월 새크라멘토 킹스와 새크라멘토 시는 이 부지가 캘리포니아 노스 스테이트 대학에 기증되었으며, 그곳에 의과대학과 병원이 지어질 것이라고 발표했다. 그 오래된 경기장은 철거될 것이다. 2022년 3월 19일, 새크라멘토 킹스는 수천 명의 팬들과 킹스 직원들/동문들이 참석한 무료 작별 행사를 위해 원래 경기장 명칭인 아코 아레나 되돌아가면서 사상 마지막 행사를 개최했다. 팬들은 경기장에 입장할 수 있었고, 그곳에서 지난 기억을 회상하며, 6개월 동안 철거될 경기장에 작별 인사를 할 수 있었다.